# Phylidorea melanommata
Phylidorea melanommata är en tvåvingeart som först beskrevs av Alexander 1921.  Phylidorea melanommata ingår i släktet Phylidorea och familjen småharkrankar. Inga underarter finns listade i Catalogue of Life.